# Берлеант, Арнольд
Арнольд Берлеант (англ. Arnold Berleant, род. 1932) — американский философ

, специализирующийся в области эстетики и теории искусства, музыковед

.
Заслуженный профессор философии в Университете Лонг Айленда, бывший генеральный секретарь и президент Международной эстетической ассоциации, бывший заместитель председателя Американского Общества Эстетики (American Society for Aesthetics). Редактор и основатель журнала «Современная Эстетика» (Contemporary Aesthetics) о подходах к исследованию современной эстетической теории.
Кроме того, Берлеант — композитор и пианист. Написал ряд композиций для камерных оркестров и соло.

## Образование
Арнольд Берлеант родился в Буффало, штат Нью-Йорк. Обучался в Истменской школе музыки по специальности музыкальная теория и фортепиано (1953 — степень бакалавра, 1955 — магистра). Получил ученую степень по философии в Государственном Университете Нью-Йорка в Буффало (1962), защитив диссертацию «Логическая и социальная доктрина: методологический подход к социальной философии Дж. Дьюи».

## Основные идеи
Главными аспектами научной деятельности Берлеанта является эстетическая теория и искусство. К его интересам относятся вопросы ценностей и эстетического опыта, также проводит исследования в области музыки, архитектуры, живописи и литературы.
В эстетическую теорию и экологическую эстетику философ вводит понятия вовлеченности (engagement) и непрерывности (continuity) участия. Берлеант признает чувственное восприятие основой эстетики.
В этике философ утверждает условный и изменчивый характер ценностей. Ни одна область ценностей (этических, социальных, религиозных), по Берлеанту, не является конечной и самодостаточной.
В своей первой книге «Эстетическое поле: Феноменология эстетического опыта» (1970), Берлеант создает концепцию эстетического поля как контекстуальной структуры, в рамках которой вопросы эстетики и искусства могут быть освещены наиболее полно.
Большая часть его последующих работ была сосредоточена на экологической эстетике, ее общих вопросах и конкретных аспектах. Эстетика окружающей среды является наиболее освященной и разработанной темой. Берлеант рассматривает человека как активного участника, он — воспринимающий центр, одновременно являющийся самостоятельной личностью и находящийся в социокультурной группе. Мир человека и его представления формируются под воздействием географических и культурных факторов. Эстетическое восприятие среды исходит из того факта, что человек всегда находится внутри нее и не может мыслить себя обособленно. Непрерывность, континуальность опыта заменяет традиционную эстетику созерцания на эстетику вовлеченности.
В работе «Искусство и вовлеченность» (1991), Берлеант приводит примеры применимости концепции эстетического поля в пейзажной живописи, архитектуре и дизайне, литературе, музыке, танце, кино.
Инновационная концепция вовлеченности приводит к новым перспективам по целому ряду традиционных эстетических тем, таких как метафорический язык, городской дизайн, музыка и метафизика, и затрагивает менее традиционные темы, такие как виртуальная реальность и социальное взаимодействие эстетического анализа. Берлеант бросает вызов традиционному догматизированному представлению о философской эстетике, которая выдвигает «незаинтересованность» в качестве основы эстетического опыта. Берлеант опирается на феноменологию и прагматизм для построения новой теории эстетического восприятия, основанной на понятии «вовлеченности».

## Историчность эстетики
В работе «Историчность эстетики» (1986) А. Берленант затрагивает основные проблемы, с которыми он работает. Он критикует эстетическую теорию за ее догматичность, и, как следствие, отдаленность от процессов, происходящих в современном искусстве. Он ставит перед собой задачу выработать такую теорию, которая бы правильно отражала художественную активность во всех исторических периодах, включая настоящее время.
С тех пор, как эстетика в XVIII веке осознала себя как самостоятельная дисциплина, рука об руку с ней идет понятие незаинтересованности. Незаинтересованность как ключевая характеристика определения прекрасного, окончательно закрепленная И. Кантом в «Критике способности суждения», становится центральным понятием для определения нового типа опыта — эстетического, который обособляется от других видов опыта. Другими словами, эстетический опыт наделяется самостоятельным бытием и отделяется от мира повседневности человека. Таким образом, эстетическое восприятие сквозь века определяется через незаинтересованность и специальное отношение. Эти принципы, согласно Берлеанту, являются анахронизмами и оказываются неудовлетворительными в отношении большей части искусства прошедшего столетия.
Берлеант выделяет три положения классической эстетики, которые утратили свою актуальность и должны быть пересмотрены.
- Искусство прежде всего состоит из объектов.

Искусство зачастую принято рассматривать как набор вещей, коллекцию объектов — живописных полотен или музыкальных произведений, на которые некто направляет свое внимание. Но в XX веке объект растворяется, наступает эпоха беспредметной живописи, а в новых видах искусства, таких как перформанс, становится трудно точно определить объект. Берлеант рассматривает хэппенинг как пример полного стирания границ между реципентом и искусством.
- Объект искусства обладает особым статусом.

Если искусство — это только набор объектов, то им предписывается особое положение в восприятии реципиента. Философы в течение долгого времени искали формулу того, как воспринимающий разделяет искусство и не-искусство: в работах выделялись различные постоянные (комбинации линий, цветов, пространственное расположение, свет и др), за счет которых становится возможным определять искусство. Это положение находит не только свое теоретическое, но и практическое осмысление: объекты искусства сосредоточены в музейных коллекциях, различных культурных институциях. С практической и теоретической точки зрения наблюдается изолированность и обособленности эстетического восприятия. Однако дистанция и изоляция стираются в XX веке, эстетический опыт внедряется в нашу повседневность: в современном театре мы можем услышать бранную речь, дадаисты вместо «особенных» объектов демонстрируют велосипедные колеса и унитазы, художники поп-арта изображают консервные банки.
- Объект искусства должен рассматриваться уникальным образом.

Обособленный, изолированный объект требует к себе особого отношения: незаинтересованности, которая проявляется через специальную установку, с которой мы подходим к восприятию объекта искусства. От непосредственно объекта мы переходим к эстетической установке субъекта, предустановленному чувству воспринимающего, которое становится причиной дистанции, например, психологической, в ситуации, когда объект воспринимается не в практическом, а лишь эстетическом ключе. Такой особый эстетический способ восприятия становится ответственным за предыдущие два, и обуславливает как незаинтересованность, так и дистанцию. Художники XX века ставят под сомнение и этот тезис, демонстрируя намеренный отказ от незаинтересованности, требуя активного и оценивающего участия. Оценивающее участие заключается в активности реципиента и принимает разные формы: художник может потребовать, чтобы работа была видна только с определенного ракурса или менялась в зависимости от движения зрителя.
Берлеант приходит к выводу, что и традиционное, и современное искусство постоянно требуют такого оценивающего вовлечения. Философ настаивает, что эстетика, в которой центральное место занимает понятие незаинтересованности, есть всего лишь стадия в развитии эстетической мысли и теряет актуальность по отношению к современному искусству.
Арнольд Берлеант предлагает решение в разработке теории, которая должна учитывать, «что искусство состоит не из объектов, но из ситуаций, в которых случается опыт, и что оно обычно, но не постоянно содержит в себе объекты. Эта ситуация является единым полем взаимодействующих сил, вовлекающих воспринимающего, объекты или события, творческие начинания и исполнение или действия различного рода. Эти четыре фактора — оценивающий, независимый, творческий и исполняющий — служат описанию конститутивных составляющих интегрированного и единого опыта».
Эстетический опыт оказывается связан с другими видами опыта, через принцип непрерывности (continuity). При разработке эстетической теории нужно учитывать непрерывную линию, пронизывающую объекты искусства и повседневного опыта. Непрерывная линяя между миром повседневности и искусства, показывает, как изменения в культурном и историческом измерении влияют на использование искусства.
Принцип вовлечения (engagement) означает активную природу эстетического опыта. Такое вовлечение имеет место в различных порядках деятельности, таких как перцептуальная, сознательная, физическая и социальная. Вовлечение может быть различным и зависит от морфологии искусства. Вовлечение для Берлеанта означает разрыв с эстетической традицией незаинтересованности и созерцания.

## Публикации
- The Fugue in the Orchestral Works of Bartók (Rochester: University of Rochester Press, 1958). Microcards.
- The Aesthetic Field: A Phenomenology of Aesthetic Experience (Springfield, Ill.: C. C. Thomas, 1970
- The Ethical Factor in Business Decisions (Brookville, N.Y.: C. W. Post Center of Long Island University, 1982).
- Art and Engagement, (Philadelphia: Temple University Press, 1991).
- The Aesthetics of Environment (Philadelphia: Temple University Press, 1992).
- Living in the Landscape: Toward an Aesthetics of Environment (University Press of Kansas, 1997).
- The Journal of Aesthetics and Art Criticism, 56/2 (1998).
- Environment and the Arts; Perspectives on Art and Environment, Editor. (Aldershot: Ashgate, 2002).
- Re-thinking Aesthetics, Rogue Essays on Aesthetics and the Arts(Aldershot: Ashgate, 2004).
- The Aesthetics of Natural Environments, Co-edited with Allen Carlson (Peterborough, Ont: Broadview, 2004).
- Aesthetics and Environment, Theme and Variations on Art and Culture, (Aldershot: Ashgate, 2005)
- The Aesthetics of Human Environments. Co-edited with Allen Carlson. (Peterborough, Ont: Broadview, 2007)
- Sensibility and Sense Sensibility and Sense: The Aesthetic Transformation of the Human World (Exeter: Imprint Academic, 2010).
- Aesthetics beyond the Arts: New and Recent Essays (Ashgate, 2012).

### На русском языке
- Берлеант, А. Историчность эстетики / Пер. на рус. Т. Б. Любимовой // Феноменология искусства - М. : Институт философии РАН, 1996. — С. 241—261. ISBN 5-201-01881-5